# Les Sept Bâtards
Pour plus de détails, voir Fiche technique et Distribution.
Les Sept Bâtards (Quella dannata pattuglia) est un film de guerre italien sorti en 1969, réalisé par Roberto Bianchi Montero.

## Synopsis
Pendant la Campagne d'Afrique du Nord, le capitaine Clay cherche à faire sauter un dépôt de carburant allemand. Son chemin croise celui de l'équipage d'un avion ennemi.

## Fiche technique
- Titre français : Les Sept Bâtards
- Titre original italien : Quella dannata pattuglia
- Pays :  Italie
- Année de sortie : 1969
- Durée : 83 minutes
- Format d'image : 2,35:1
- Genre : film de guerre
- Réalisateur : Roberto Bianchi Montero
- Scénario : Arpad De Riso, Giovanni Scolaro, Roberto Bianchi Montero
- Production : Antonio Lucatelli, Francesco Giorgi, pour Tigielle 33
- Photographie : Mario Mancini
- Montage : Giuseppe Vari
- Effets spéciaux : Paolo Ricci
- Musique : Marcello Giombini
- Décors : Giulia Mafai
- Costumes : Giulia Mafai

## Distribution
- Dale Cummings : capitaine Percy Clay
- Maurice Poli (sous le pseudo de Monty Greenwood): caporal Marwell
- Herbert Andress : pilote allemand
- Lex Monson : Ken Moore
- Maurizio Tocchi : Smith
- Fabio Testi : radio Perry Wilson
- Luciano Catenacci (sous le pseudo de Luciano Lorcas) : sergent Dean
- Ferruccio Viotti : général Perry Moore
- Giacomo Rossi Stuart : major Wilkins
- Gérard Herter : colonel Kleist
- Madiha Kamel (non créditée) : Lisa